# Saison 2004-2005 des Girondins de Bordeaux
Maillots
Dernière mise à jour : 2 novembre 2012.
Chronologie
Saison précédente Saison suivante
La saison 2004-2005 des Girondins de Bordeaux est la 13e saison consécutive du club en première division du championnat de France, et la 57e au sein de l'élite du football français.
Le club est entraîné par Michel Pavon depuis le 24 octobre 2003, date à laquelle il remplace Élie Baup. Éric Bedouet assurera un intérim de trois matchs à l'issue de la saison 2004-2005 après que Pavon soit tombé malade.
C'est lors de cette saison que les Girondins ont battu un record, qui en 2020 n'est toujours pas battu, celui du plus grand nombre de matchs nuls en championnat. Les Bordelais ont par vingt fois obtenu le score du match nul, soit plus de la moitié des matchs. Des résultats qui leur ont valu de devoir lutter pour le maintien en fin de saison avec notamment une série de neuf matchs sans victoire lors des neuf dernières journées.
Le parcours des Girondins de Bordeaux en Coupe n'est guère plus glorieux. Ils sont éliminés dès leur entrée en lice en Coupe de la Ligue par Dijon, club promu en Ligue 2 cette année-là. En Coupe de France, c'est le Paris St-Germain qui les élimine, en seizièmes de finale également.

## Avant saison

### Transferts[2]
| Mercato d’été         |             |                                |                        |
| Nom                   | Nationalité | Transfert                      | Provenance/Destination |
| Arrivées              |             |                                |                        |
| Cyril Rool            | France      | Transfert                      | RC Lens                |
| Michális Kapsís       | France      | Transfert (500 000 €)          | AEK Athènes            |
| Renaud Cohade         | France      | Transfert                      | Nîmes Olympique        |
| Julien Faubert        | France      | Transfert                      | AS Cannes              |
| Lilian Laslandes      | France      | Transfert                      | OGC Nice               |
| Prêts                 |             |                                |                        |
| Thiago Ribeiro        | Brésil      | Prêt                           | Rio Branco             |
| Kalu Uche             | Nigeria     | Prêt                           | Wisla Cracovie         |
| Retours de prêt       |             |                                |                        |
| Camel Meriem          | France      | Retour de prêt                 | Olympique de Marseille |
| Hervé Bugnet          | France      | Retour de prêt                 | Le Havre AC            |
| Départs               |             |                                |                        |
| Mauricio Pochettino   | Argentine   | Transfert définitif            | Espanyol Barcelone     |
| Mathieu Béda          | France      | Fin de contrat                 | Saint-Trond VV         |
| Eduardo Costa         | Brésil      | Transfert (7M€)                | Olympique de Marseille |
| Bruno Basto           | Portugal    | Transfert                      | Feyenoord Rotterdam    |
| Paulo Miranda         | Brésil      | Transfert                      | Flamengo               |
| Prêts                 |             |                                |                        |
| Anicet Adjamossi      | Bénin       | Prêt                           | Pau FC                 |
| Marco Caneira         | Portugal    | Prêt avec option d'achat (5M€) | Valence CF             |
| Pascal Feindouno      | Guinée      | Prêt                           | AS St-Étienne          |
| Retours de prêt       |             |                                |                        |
| Paulo Sérgio da Costa | Portugal    | Retour de prêt                 | Gil Vicente FC         |
| Albert Celades        | Espagne     | Retour de prêt                 | Real Madrid            |
| Mercato d’hiver       |             |                                |                        |
| Départs               |             |                                |                        |
| Hervé Bugnet          | France      | Transfert                      | Montpellier HSC        |
| Prêts                 |             |                                |                        |
| Sylvain Franco        | France      | Prêt                           | Pau FC                 |

## Les rencontres de la saison

### Ligue 1
| Date              | Journée | Adversaire             | Lieu | Score | Buteurs bordelais                                                                | Buteurs adverses                                            | Classement | Public | Diffuseur |
| PHASE ALLER       |         |                        |      |       |                                                                                  |                                                             |            |        |           |
| 7 août 2004       | 1       | Olympique de Marseille | Ext. | 1-0   |                                                                                  | Laurent Batlles 89e                                         | 16e        | 56 196 |           |
| 14 août 2004      | 2       | OGC Nice               | Dom. | 5-1   | Damien Grégorini 15e (csc) · Marouane Chamakh 23e 55e 71e · Lilian Laslandes 88e | Florian Jarjat 64e                                          | 9e         | 24 141 |           |
| 21 août 2004      | 3       | Lille OSC              | Ext. | 0-0   |                                                                                  |                                                             | 11e        | 10 941 |           |
| 28 août 2004      | 4       | FC Sochaux-Montbéliard | Dom. | 2-0   | Cyril Rool 38e · Lilian Laslandes 84e (pen.)                                     |                                                             | 7e         | 22 288 |           |
| 11 septembre 2004 | 5       | FC Metz                | Ext. | 0-0   |                                                                                  |                                                             | 7e         | 25 255 |           |
| 18 septembre 2004 | 6       | Stade rennais          | Dom. | 0-0   |                                                                                  |                                                             | 9e         | 19 760 |           |
| 22 septembre 2004 | 7       | SC Bastia              | Ext. | 1-4   | Lilian Laslandes 34e 38e · Julien Faubert 40e · Marouane Chamakh 82e             | Frédéric Née 32e                                            | 4e         | 5 719  |           |
| 25 septembre 2004 | 8       | Toulouse FC            | Dom. | 1-1   | Marouane Chamakh 60e                                                             | Daniel Moreira 88e                                          | 4e         | 24 318 |           |
| 2 octobre 2004    | 9       | SM Caen                | Ext. | 1-1   | Camel Meriem 61e                                                                 | Sébastien Mazure 22e                                        | 6e         | 20 843 |           |
| 16 octobre 2004   | 10      | FC Istres              | Dom. | 2-2   | Albert Riera 38e (pen.) · Camel Meriem 55e                                       | Victor Hugo Montaño 8e · Rafik Saïfi 61e                    | 6e         | 17 516 |           |
| 23 octobre 2004   | 11      | AS St-Étienne          | Ext. | 0-0   |                                                                                  |                                                             | 6e         | 34 917 |           |
| 30 octobre 2004   | 12      | RC Lens                | Dom. | 1-1   | Camel Meriem 67e                                                                 | John Utaka 60e                                              | 7e         | 25 672 |           |
| 6 novembre 2004   | 13      | RC Strasbourg          | Ext. | 1-0   |                                                                                  | Mickaël Pagis 89e                                           | 8e         | 16 014 |           |
| 13 novembre 2004  | 14      | Paris SG               | Dom. | 3-0   | Stéphane Pichot 6e (csc) · Lilian Laslandes 48e · Cyril Rool 76e                 |                                                             | 7e         | 31 988 |           |
| 20 novembre 2004  | 15      | FC Nantes              | Ext. | 0-1   | Camel Meriem 25e                                                                 |                                                             | 5e         | 31 393 |           |
| 27 novembre 2004  | 16      | AC Ajaccio             | Dom. | 0-0   |                                                                                  |                                                             | 6e         | 19 443 |           |
| 5 décembre 2004   | 17      | AJ Auxerre             | Ext. | 0-0   |                                                                                  |                                                             | 7e         | 8 528  |           |
| 11 décembre 2004  | 18      | Olympique lyonnais     | Dom. | 0-0   |                                                                                  |                                                             | 6e         | 31 832 |           |
| 18 décembre 2004  | 19      | AS Monaco              | Ext. | 1-1   | Jean-Claude Darcheville 7e                                                       | Mohamed Kallon 42e                                          | 7e         | 12 438 |           |
| PHASE RETOUR      |         |                        |      |       |                                                                                  |                                                             |            |        |           |
| 12 janvier 2005   | 20      | OGC Nice               | Ext. | 3-3   | Gérald Cid 43e · Juan-Pablo Francia 56e · Marouane Chamakh 64e                   | Sammy Traoré 33e · Marama Vahirua 44e 87e (pen.)            | 7e         | 10 321 |           |
| 15 janvier 2005   | 21      | Lille OSC              | Dom. | 1-3   | Marouane Chamakh 84e                                                             | Mathieu Debuchy 1re · Philippe Brunel 43e · Johan Audel 80e | 7e         | 21 816 |           |
| 22 janvier 2005   | 22      | FC Sochaux             | Ext. | 4-0   |                                                                                  | Sylvain Monsoreau 76e · Jérémy Ménez 77e 82e 84e            | 11e        | 14 585 |           |
| 26 janvier 2005   | 23      | FC Metz                | Dom. | 1-0   | Jean-Claude Darcheville 66e                                                      |                                                             | 8e         | 16 456 |           |
| 29 janvier 2005   | 24      | Stade rennais          | Ext. | 2-0   |                                                                                  | Abdeslam Ouaddou 15e · Olivier Monterrubio 66e (pen.)       | 10e        | 20 454 |           |
| 5 février 2005    | 25      | SC Bastia              | Dom. | 0-0   |                                                                                  |                                                             | 9e         | 19 476 |           |
| 19 février 2005   | 26      | Toulouse FC            | Ext. | 1-0   |                                                                                  | Daniel Moreira 79e                                          | 11e        | 22 256 |           |
| 26 février 2005   | 27      | SM Caen                | Dom. | 2-2   | Marouane Chamakh 22e · Jean-Claude Darcheville 57e                               | Sébastien Mazure 68e · Anthony Deroin 78e                   | 11e        | 16 922 |           |
| 5 mars 2005       | 28      | FC Istres              | Ext. | 0-1   | Kalu Uche 78e                                                                    |                                                             | 11e        | 5 825  |           |
| 12 mars 2005      | 29      | AS St-Étienne          | Dom. | 2-0   | Jean-Claude Darcheville 15e · Marouane Chamakh 89e                               |                                                             | 10e        | 31 740 |           |
| 19 mars 2005      | 30      | RC Lens                | Ext. | 2-0   |                                                                                  | Olivier Thomert 33e · John Utaka 49e                        | 11e        | 33 332 |           |
| 2 avril 2005      | 31      | RC Strasbourg          | Dom. | 0-2   |                                                                                  | Yacine Abdessadki 73e · Mamadou Niang 76e                   | 12e        | 21 147 |           |
| 9 avril 2005      | 32      | Paris SG               | Ext. | 1-1   | Camel Meriem 72e (pen.)                                                          | Danijel Ljuboja 32e                                         | 12e        | 39 433 |           |
| 16 avril 2005     | 33      | FC Nantes              | Dom. | 0-2   |                                                                                  | Mamadou Diallo 18e · Mamadou Bagayoko 89e                   | 12e        | 23 968 |           |
| 23 avril 2005     | 34      | AC Ajaccio             | Ext. | 0-0   |                                                                                  |                                                             | 12e        | 4 114  |           |
| 6 mai 2005        | 35      | AJ Auxerre             | Dom. | 0-0   |                                                                                  |                                                             | 12e        | 20 586 |           |
| 15 mai 2005       | 36      | Olympique lyonnais     | Ext. | 5-1   | Albert Riera 9e                                                                  | Florent Malouda 24e · Cris 34e 45e · Sidney Govou 66e 83e   | 13e        | 38 954 |           |
| 21 mai 2005       | 37      | AS Monaco              | Dom. | 1-1   | Marouane Chamakh 79e                                                             | Sébastien Squillaci 89e                                     | 15e        | 24 224 |           |
| 28 mai 2005       | 38      | Olympique de Marseille | Dom. | 3-3   | Lilian Laslandes 16e · Camel Meriem 63e (pen.) · Juan-Pablo Francia 85e          | Peguy Luyindula 22e 89e (pen.) · Fabrice Fiorèse 26e        | 15e        | 32 712 |           |

### Coupe de la Ligue
| Date             | Tour  | Adversaire | Lieu | Score     | Buteurs bordelais | Buteurs adverses                                 | Public | Diffuseur |
| 9 septembre 2004 | 1/16e | Dijon FCO  | Ext. | 2-1 (a.p) | Renaud Cohade 48e | Sébastien Heitzmann 16e · Stéphane Mangione 120e | 6507   |           |

### Coupe de France
| Date            | Tour  | Adversaire | Lieu | Score     | Buteurs bordelais                        | Buteurs adverses                                | Public | Diffuseur |
| 8 janvier 2005  | 1/32e | FC Istres  | Dom. | 2-0       | Lilian Laslandes 20e · David Jemmali 43e |                                                 | 8781   |           |
| 13 février 2005 | 1/16e | Paris SG   | Ext. | 3-1 (a.p) | Marouane Chamakh 39e                     | Mario Yepes 86e · Pedro Miguel Pauleta 95e 117e | 38 000 |           |

## Statistiques

### Statistiques collectives
| Compétition       | Débute au tour | Termine       | Matches joués | Gagnés | Nuls | Perdus | Buts pour | Buts contre | Différence |
| ----------------- | -------------- | ------------- | ------------- | ------ | ---- | ------ | --------- | ----------- | ---------- |
| Ligue 1           | -              | 15e           | 38            | 8      | 20   | 10     | 37        | 41          | -4         |
| Coupe de France   | 32e de finale  | 16e de finale | 2             | 1      | 0    | 1      | 3         | 3           | 0          |
| Coupe de la Ligue | 16e de finale  | 16e de finale | 1             | 0      | 0    | 1      | 1         | 2           | -1         |
| Total             | -              | -             | 41            | 9      | 20   | 12     | 41        | 46          | -5         |

### Statistiques individuelles

#### Buteurs
| # | Joueur                  | Ligue 1 | Coupe de France | Coupe de la Ligue | Total |
| - | ----------------------- | ------- | --------------- | ----------------- | ----- |
| 1 | Marouane Chamakh        | 10      | 1               | 0                 | 11    |
| 2 | Lilian Laslandes        | 6       | 1               | 0                 | 7     |
| 3 | Camel Meriem            | 6       | 0               | 0                 | 6     |
| 4 | Jean-Claude Darcheville | 4       | 0               | 0                 | 4     |
| 5 | Cyril Rool              | 2       | 0               | 0                 | 2     |
| 5 | Albert Riera            | 2       | 0               | 0                 | 2     |
| 5 | Juan-Pablo Francia      | 2       | 0               | 0                 | 2     |
| 8 | Kalu Uche               | 1       | 0               | 0                 | 1     |
| 8 | Julien Faubert          | 1       | 0               | 0                 | 1     |
| 8 | Renaud Cohade           | 0       | 0               | 1                 | 1     |
| 8 | David Jemmali           | 0       | 1               | 0                 | 1     |
| 8 | Gérald Cid              | 1       | 0               | 0                 | 1     |

#### Passeurs
| # | Joueur             | Ligue 1 | Coupe de France | Coupe de la Ligue | Total |
| - | ------------------ | ------- | --------------- | ----------------- | ----- |
| 1 | Juan-Pablo Francia | 7       | 2               | 0                 | 9     |
| 2 | Camel Meriem       | 6       | 0               | 0                 | 6     |
| 3 | Julien Faubert     | 4       | 0               | 0                 | 4     |
| 4 | Lilian Laslandes   | 3       | 0               | 0                 | 3     |
| 5 | Albert Riera       | 2       | 0               | 0                 | 2     |
| 6 | Thiago Ribeiro     | 1       | 0               | 0                 | 1     |
| 6 | David Jemmali      | 1       | 0               | 0                 | 1     |
| 6 | Hervé Bugnet       | 1       | 0               | 0                 | 1     |
| 6 | Franck Jurietti    | 1       | 0               | 0                 | 1     |